# Bernard Grasset (éditeur)
Pour les articles homonymes, voir Éditions Grasset, Bernard Grasset (homme politique) et Grasset.
Bernard Grasset, né le 6 mars 1881 à Chambéry et mort le 20 octobre 1955 à Paris, est un éditeur français.  

## Biographie

### Origines et études
Fils d’Eugène Grasset, avocat originaire de Montpellier à Chambéry, et de Marie Ubertin, fille d’un receveur de l’enregistrement, ce n’est qu’à la mort de son père en 1896 que Bernard Grasset est emmené à Montpellier par son oncle Joseph Grasset, professeur à la faculté de médecine. Là, il entreprend des études en sciences économiques couronnées par un doctorat, puis monte à Paris, où il fréquente le Café Vachette, situé au 27 boulevard Saint-Michel. Il y rencontre Jean Moréas, Émile Faguet et Jean Giraudoux[réf. souhaitée].

### Carrière jusqu’à la Seconde Guerre mondiale
En 1907, Bernard Grasset fonde les « Éditions Nouvelles » au 49, rue Gay-Lussac (où il s’est installé en arrivant à Paris). Le premier livre qu’il publie en juillet est le roman d’Henry Rigal, Mounette, un auteur proche d'André Tudesq, qu'il publie également dans la foulée. Dès 1908, les éditions changent de nom et deviennent « Bernard Grasset, éditeur » et déménagent au 7 rue Corneille.
En 1910, il devient le représentant des éditions Thomas Nelson. Il doit son premier gros succès au livre de pastiches signé Paul Reboux et Charles Müller, À la manière de…, édité dans la collection « Cahiers Rouges ». Surviennent ensuite deux prix Goncourt consécutifs, en 1911 et en 1912, Monsieur des Lourdines d’Alphonse de Châteaubriant et Filles de la pluie d’André Savignon. Il s’installe alors au 61, rue des Saints-Pères où les éditions Grasset sont toujours. En 1913, par le biais de René Blum, Bernard Grasset publie, à compte d’auteur, le premier volume d’ À la recherche du temps perdu de Marcel Proust, Du côté de chez Swann. En août 1917, Grasset reprend la publication du périodique Le Fait de la semaine, arrêté depuis août 1914.
L’année 1920 ouvre pour lui une période faste puisqu’il lance les « Quatre M » : André Maurois, François Mauriac, Henry de Montherlant et Paul Morand. Par ailleurs, il constitue une société appelée « Le Livre » et ouvre plusieurs librairie (Paris, Poznań), mobilisant un capital de 450 000 francs.
En 1921, il confie à Daniel Halevy ce qui deviendra la collection « Les Cahiers verts », dont le premier titre – et premier succès – est Maria Chapdelaine de Louis Hémon. En 1922, il fonde le Grand prix Balzac avec le soutien du marchand d'armes Basil Zaharoff.
Pour la direction artistique de ses ouvrages, il fait appel à Maximilien Vox en 1922 puis à François-Martin Salvat en 1926.
De nombreux auteurs rejoignent les Éditions Grasset : Raymond Radiguet avec Le Diable au corps, Blaise Cendrars avec L’Or. La merveilleuse histoire du général Johann August Suter, Jean Guéhenno avec Caliban Parle, Jean Giono et sa Colline, Philippe Soupault avec Les Frères Durandeau, Joseph Delteil avec Sur le fleuve Amour, Ramuz et La Grande Peur dans la montagne, ou encore André Malraux et La Tentation de l’Occident, Joseph Peyré qui assure neuf titres à l’éditeur, dont Sang et lumières qui obtient le Prix Goncourt en 1935.
Grand fumeur et dépressif, il fréquente la clinique du château de Garches, sur les conseils de Jacques Lacan. En 1934-1935, il doit répondre de sa santé mentale devant un tribunal, alors que ses sœurs veulent l’expulser de sa maison. La tentative échoue en janvier 1936, les sœurs étant déboutées.

### Seconde Guerre mondiale
Pendant la Seconde Guerre mondiale, comme la plupart des éditeurs français de l’époque, il a plus ou moins « collaboré » avec l’occupant allemand, sous peine d’interdiction de tel ou tel titre ou de privation de papier. Bernard Grasset se distingue cependant par son zèle, écrivant en 1940 trois lettres, où il soutient la censure de l’occupant et déclare : « Je suis un Français authentique sans nul alliages malsains que l'Allemagne condamne à juste titre » ; cependant, ces lettres ne sont pas envoyées. En 1940, il lance la collection « À la recherche de la France », qui publie cinq auteurs prisés des Nazis, dont Pierre Drieu la Rochelle. Les défenseurs de Bernard Grasset estiment que cela avait pour but d’amadouer la Gestapo.
Après que Louis Brun, son bras droit depuis 32 ans, a été assassiné par son épouse en raison de ses infidélités, il appelle à ses côtés René Jouglet, un ancien instituteur proche du PCF. Sans que Bernard Grasset le sache, ce dernier est cependant rancunier[réf. nécessaire] : romancier, plusieurs de ses manuscrits avaient été refusés par l’éditeur. René Jouglet se retournera contre son patron lors de son procès. Bernard Grasset épouse par ailleurs Aymée Fausto Lamare, rencontrée lors d’un dîner.
Ami et éditeur de l’écrivain allemand Friedrich Sieburg, il publie son ouvrage Dieu est-il français ? en 1930 et il invite l’écrivain à Paris en 1941.
En 1923, il engage par relations le fils d’un banquier, âgé de vingt ans, pour apprendre le métier, sans le salarier, au départ. Ce jeune homme, Henry Muller racontera ses souvenirs sur Grasset dans Trois pas en arrière, prix Marcelin Cazes 1952. Son patronyme donnera lieu à la rumeur de « l’associé allemand »[réf. souhaitée] bien que la famille Muller fût française. 
Il fréquente des officiers de l’armée allemande, déjeune avec eux à la brasserie Lipp.
Il reçoit ses amis à Garches et est surnommé le César de Garchtesgaden, par allusion à Berchtesgaden, résidence d’Hitler.
Il publia certains auteurs qui devinrent par la suite collaborationnistes comme Fernand de Brinon (France-Allemagne (1918-1934) en 1934), Jacques Doriot (Refaire la France en 1938 et Je suis un homme du Maréchal en 1941), Abel Bonnard (Le Bouquet du monde en 1938 et L’Amour et l’Amitié en 1939), puis Jacques Chardonne, Georges Blond (L’Angleterre en guerre : récit d’un marin en guerre en 1941 et L’épopée silencieuse : service à la mer, 1939-1940 en 1942). En ce qui concerne Pierre Drieu la Rochelle, cet auteur essentiellement publié par Gallimard et directeur de la NRF, publia chez Grasset Mesure de la France, en 1922, et Ne plus attendre, en 1941.
Les Principes d’action d’Adolf Hitler furent publiés en 1936, avec une préface soulignant que « cette publication n’entraîne aucune adhésion de la part de l’éditeur aux principes qui y sont exprimés, ne répondant qu’à une nécessité de documentation », cette même année il avait obtenu l’accord de Maurice Thorez et Léon Trotsky pour le même type de document. Il publia dans cette même période Ernst Glaser et Ernst Erich Noth, écrivains allemands anti-fascistes, qui avaient choisi de fuir leur pays pour se réfugier en France.
Il refusa en 1942 la demande des Allemands de rééditer Mein Kampf, qui avait été publié par l’éditeur Sorlot. Il publie également le gaulliste François Mauriac.

### Après la Libération
Bernard Grasset est arrêté le 5 septembre 1944 et enfermé au camp de Drancy, libéré quelques semaines plus tard en raison de son état de santé. Le 9 septembre, le Syndicat des Éditeurs décide l'exclusion de Bernard Grasset, Gilbert Baudinière, Fernand Sorlot, Jacques Bernard (des éditions du Mercure de France), Jean de la Hire et Henry Jamet.
Le 20 mai 1948, il est condamné par contumace à la dégradation nationale à vie, à cinq ans d’interdiction de séjour, et à la confiscation de ses biens ; le 18 novembre 1949, malgré la demande de la défense, la Cour confirme le caractère définitif de l’arrêt.
Dans le journal Combat, il écrit pour sa défense : « Je n’ai jamais cru le moindre mot de ce que j’écrivais. Je n’avais d’autre objectif que de réintégrer ma maison. J’ai écrit des blagues, parce que j’avais intérêt à écrire des blagues ». Lors de son procès à la Chambre civile de la Seine, il implore le jury de lui laisser son entreprise : « Cette maison est l'œuvre de ma vie, je vous supplie de me la rendre entière ». Plusieurs journaux se font écho de la partialité du procès : ainsi, pour La Croix, il s’agit d’« un monument d'erreurs et d'invraisemblances », pour La Gazette de Lausanne c’est « un scandaleux procès » et pour La Bataille « rarement procédure ne fut entachée de plus d'irrégularités ». À sa décharge, sont notamment mis en avant qu’il n’a pas fait partie du Groupe Collaboration, qu’il n’y a eu aucun témoin à charge lors de son procès et qu’il a subi des mesures vexatoires des Allemands pour avoir publié par avant des auteurs antifascistes. Pour l’historien Pascal Fouché, « il est difficile d'absoudre Grasset pour certains écrits largement tendancieux », ayant notamment évoqué une vie d’Adolf Hitler « uniquement tendue vers la grandeur et l'ordre allemand » ou encore une interview au journal La Gerbe, dans laquelle il souhaite l’arrivée d’un « ordre nouveau ». Pascal Fouché poursuit : « En allant à Vichy pour essayer de se faire nommer représentant de l'édition française, Grasset s'est mouillé plus que les autres ». 
Interné dans une clinique de Ville-d’Avray, il subit plusieurs séances d’électrochocs et signe une délégation de pouvoir à son épouse pour diriger la maison d’édition. Son neveu Bernard Privat reprend ensuite un temps la direction de la maison.
En 1949, sur décision du président de la République Vincent Auriol, Bernard Grasset retrouve ses droits[précision nécessaire] et reprend sa maison d’édition. Il publie notamment Vipère au poing, le premier roman d’Hervé Bazin, et des ouvrages de Jacques Laurent. Le 23 octobre 1953, il est amnistié par le tribunal militaire qui a pris la suite de la cour de justice.
En 1954, il cède le capital de sa maison d’édition à Hachette. Il meurt en octobre 1955, à l'âge de soixante-quatorze ans. Il est inhumé au cimetière du Père-Lachaise (88e division).
Au début du XXIe siècle, sa petite-nièce Marie Liang tente de réhabiliter la mémoire de Bernard Grasset.
Jacques-Émile Blanche a exécuté un portrait de lui.

## Place de Bernard Grasset dans l’édition française
Dans le domaine de l’édition, Bernard Grasset fut un rénovateur. Après la Première Guerre mondiale, il joua un rôle important dans la diffusion des auteurs contemporains. Il augmenta le tirage des livres, passant à 10 000 exemplaires au lieu de 2 000 en moyenne. Il inventa une nouvelle forme de publicité littéraire, via entre autres les services de presse. Enfin il modernisa la typographie du livre.

## Ses écrits
- Remarques sur l’action, Gallimard, 1928
- La chose littéraire, Gallimard, 1929
- Psychologie de l’immortalité, Gallimard, 1929
- Introduction à la chose judiciaire, Grasset, 1930
- Lettre à Friedrich Sieburg sur la France, Grasset, 1930
- Introduction aux souvenirs de Georgette Leblanc, Grasset, 1931
- Remarques sur le bonheur, Gallimard, 1931
- Commentaires, Gallimard, 1936
- À la recherche de la France, Grasset, 1940
- Une rencontre (roman), Grasset, 1940
- Introduction (22 pages) à son édition des Cahiers de Montesquieu, Grasset, 1941
- Les Chemins de l’écriture, Grasset, 1942
- Aménagement de la solitude, Grasset, 1947
- Lettre à André Gillon sur les conditions du succès en librairie, Grasset, 1951
- Comprendre et inventer, Grasset, 1953
- Sur le plaisir, Grasset, 1954
- Évangile de l’édition selon Péguy, Éditions André Bonne, 1955